# گراگن
گراگن یک ضدویروس محصول گروه نرم‌افزاری گراگن واقع در آفریقای جنوبی  است. این نرم‌افزار برای اولین بار در سال ۲۰۰۳ ارائه شد هرچند که ثبت اطلاعات مربوط به ویروس‌ها در پایگاه داده‌های آن به قبل از سال ۲۰۰۰ بر می‌گردد. گراگن یک نرم‌افزار ضدویروس، ضدجاسوس‌افزار و ضدآگهی‌افزار با پایگاه‌داده‌های به‌روز است. این ضدویروس تمام آزارافزارهای شناسایی شده در سیستم را به صورت مرتب لیست کرده و به آسانی آن‌ها را پاک می‌کند.